# زانوزده
زانوزَده یا هرکول (معادل عربی جاثی، معادل انگلیسی Hercules) یکی از صورت‌های فلکی است.
زانوزده پیکر آسمانی بسیار بزرگی است که شکل خاصی ندارد و پیدا کردن آن دشوار است.

## افسانه
هرکول یکی از صورت‌های فلکی آغازین است که احتمالاً نام‌گذاری آن در ارتباط با قهرمانان و پهلوانانی مانند گیل گمش سومری می‌باشد.

## ستاره‌ها
نام ستاره آلفای هرکول، رأس جاثی است که در عربی به معنای «سر زانو زده» است. این ستاره از قدر سوم برای چشمان غیر مسلح است و در تلسکوپ‌های کوچک آماتوری به یک جفت ستاره زیبا قابل تفکیک می‌باشد. ستاره درخشان‌تر دارای طیف M۵ II به رنگ سرخ و همدم آن از قدر ۵ با طیف G۵ III با رنگی متفاوت یعنی سبز می‌باشد و فاصله آن‌ها تا زمین ۶۳۰ سال نوری است.

## اجرام عمقی آسمان
ام۱۳ یکی از مشخص‌ترین خوشه‌های کروی قابل رویت در نیمکره شمالی است در شب‌های صاف این مجموعه با قدر ۶ همانند ستاره‌ای مات به نظر می‌رسد. قطر آن حدود ۱۰ دقیقه قوسی و شامل حدود ۳۰۰٬۰۰۰ ستاره و به فاصله حدود ۲۳٬۰۰۰ سال نوری تا زمین است. M۹۲ از دیگر خوشه‌های کروی است که در خشندگی آن در حد M۱۳ است.